# Gouvernement Van Cauwenberghe I
Pour les articles homonymes, voir Gouvernement Van Cauwenberghe II.
Région wallonne
Di Rupo I Van Cauwenberghe II
Le Gouvernement Van Cauwenberghe I est un gouvernement wallon tripartite composé de socialistes,  libéraux et d'écologistes.
Ce gouvernement fonctionne, du 4 avril 2000 jusqu'au 27 juillet 2004, en remplacement du Gouvernement Di Rupo I. Le Gouvernement Van Cauwenberghe II prendra le relais après les élections de 2004.

## Composition
| Fonction                                                                                         | Titulaire | Titulaire                                               | Parti |
| ------------------------------------------------------------------------------------------------ | --------- | ------------------------------------------------------- | ----- |
| Ministre-Président                                                                               |           | Jean-Claude Van Cauwenberghe                            | PS    |
| Vice-président Ministre des Transports, de la Mobilité et de l’Énergie                           |           | José Daras                                              | Ecolo |
| Vice-président Ministre de l’Économie, des P.M.E., de la Recherche et des Technologies nouvelles |           | Serge Kubla                                             | PRL   |
| Vice-président Ministre du Budget, de l’Équipement et des Travaux publics                        |           | Michel Daerden                                          | PS    |
| Ministre des Affaires intérieures et de la Fonction publique                                     |           | Jean-Marie Severin remplacé le 17.10.2000 par:          | PRL   |
| Ministre des Affaires intérieures et de la Fonction publique                                     |           | Charles Michel                                          | PRL   |
| Ministre des Affaires sociales et de la Santé                                                    |           | Thierry Detienne                                        | Ecolo |
| Ministre de l’Emploi, de la Formation et du Logement                                             |           | Marie Arena remplacé le 17.7.2003 par: Philippe Courard | PS    |
| Ministre de l’Agriculture et de la Ruralité                                                      |           | José Happart                                            | PS    |
| Ministre de l’Aménagement du Territoire, de l’Urbanisme et de l’Environnement                    |           | Michel Foret                                            | PRL   |